# Elle cherche un millionnaire
Pour plus de détails, voir Fiche technique et Distribution.
Elle cherche un millionnaire (Painting the Clouds with Sunshine) est un film américain réalisé par David Butler, sorti en 1951.

## Fiche technique
- Titre : Elle cherche un millionnaire
- Titre original : Painting the Clouds with Sunshine
- Réalisation : David Butler
- Musique : Howard Jackson
- Scénario : Harry Clork, Roland Kibbee et Peter Milne (en) d'après la pièce Gold Diggers of Broadwa d'Avery Hopwood
- Production : William Jacobs
- Société de production : Warner Bros.
- Société de distribution : Warner Bros. (États-Unis)
- Pays :  États-Unis
- Genre : Comédie et film musical
- Durée : 87 minutes
- Dates de sortie : 
  -  États-Unis : 10 octobre 1951

## Distribution
- Dennis Morgan : Vince Nichols
- Virginia Mayo : Carol
- Gene Nelson : Ted Lansing
- Lucille Norman : Abby
- S. Z. Sakall : Felix Hoff
- Virginia Gibson : June
- Tom Conway : Bennington Lansing
- Wallace Ford : Sam Parks